# フレドリック・ラインフェルト
ヨーン・フレドリック・ラインフェルト（スウェーデン語: John Fredrik Reinfeldt、1965年8月4日- ）は、スウェーデンの政治家・経済学者である。
第42代スウェーデン首相（2006年10月6日 - 2014年10月3日）や第15代穏健党党首（2003年10月25日 - 2015年1月10日）を歴任した。

## 経歴
ストックホルム郊外に中小企業を経営する両親の間に生まれる。1983年穏健党青年連盟（青年部）に入る。1990年ストックホルム大学経済学部を卒業する。
1991年、26歳でスウェーデン議会総選挙に穏健党から立候補し当選する。以後、スウェーデン政界にあって右派のホープとして将来を嘱望されてきた。この選挙では穏健党を中心とする中道右派連合が躍進し、カール・ビルト党首が首班となって連立政権を樹立している。
1992年から1995年まで穏健党青年連盟議長を務め次代のホープとして台頭する。1995年から1997年までヨーロッパの保守政党の国際青年組織である欧州民主主義青年委員会（DEMYC）議長を務める。
物静かで合理的な性格からカール・ビルト元首相とはそりが合わないとされた。1999年ビルトが党首を辞任後、党内地盤を強化し、同時に中･低所得者層への減税を打ち出した。
2006年9月17日総選挙で穏健党を中心とする中道右派連合「スウェーデンのための連合」が勝利し、同年10月5日議会によって戦後最年少記録の41歳で首相に選出された。新政権は従来の福祉政策の一部を見直し、雇用拡大を図るとされる。具体的には、減税や規制緩和、失業保険の削減、国営企業の民営化などが検討されている。また、ユーロへの参加については、今後4年間は国民投票を見送る一方で、NATOに関しては、中立の伝統を脱して加盟を目指すとしている。
2009年7月から12月まで欧州理事会の議長を務めた。
2010年9月20日のスウェーデン総選挙で与党連合を率い、モナ・サーリン党首の社会民主労働党が主導する野党3党に49.2％の得票率で172議席を確保し勝利した。だが、過半数には3議席達しなかった。
2014年9月14日のスウェーデン総選挙で、ステファン・ロベーン党首の社会民主労働党が主導する野党3党(中道左派連合)に比較第1党の座を奪われ敗北、首相を辞任した。
ストックホルム北部のテービー市長である先妻のフィリッパとの間に3人の子供がいる。 趣味は掃除と切手の収集。
- グニラ・カールソン国際開発大臣、ベアトリス・アスク法相らと（2006年10月6日）
- 福田康夫首相と（2008年4月16日）
- アニー・ルーフ産業大臣と（2013年9月9日）
- アンナ・キンバーグ・バトラ、ベアトリス・アスク法相らとともにプライド・パレードに参加（2014年8月2日）